# Regionalratswahlen in Namibia 2025
Die Regionalratswahlen in Namibia 2025 sollen am 26. November 2025, parallel zu den Kommunalwahlen, stattfinden. Ein Sonderwahltag für Polizisten und Helfer der Wahlen ist für den 24. November 2025 geplant. Es wird in Direktwahl ein Kandidat je Wahlkreis gewählt, der diesen im Regionalrat vertritt. Die Anzahl der Wahlkreise hängt von Ergebnis der 5. Boundaries Delimitation and Demarcation Commission ab, deren Ergebnis im 2. Quartal 2025[veraltet] verkündet werden soll. 
Die Wählerregistrierung soll zwischen dem 4. und 19. August 2025 stattfinden, die Nominierung der unabhängigen Kandidaten findet am 14. Oktober 2025, die der Parteien am 16. Oktober 2025 statt.

## Ausgangslage
- SWAPO: 87
- LPM: 13
- IPC: 5
- NUDO: 4
- PDM: 4
- UDF: 4
- Unabhängige: 4

Bei den Regionalratswahlen 2020 musste die SWAPO herbe Verluste einstecken und verlor mehr als 20 Sitze gegenüber der vorherigen Wahl 2015. Sie kam auf 87 der 121 Sitze, gefolgt von der LPM mit 13 Sitzen. Zudem gingen erstmals drei Regionen (Erongo, Hardap, ǁKharasKlicklaut) mehrheitlich an Oppositionsparteien und in der Region Sambesi stellt die SWAPO ebenfalls nicht mehr die Mehrheit.

## Wahlergebnis
| Partei                                            | Abkürzung | Sitze |  |
| ------------------------------------------------- | --------- | ----- |  |
| Independent Patriots for Change                   | IPC       |       |  |
| Landless People’s Movement                        | LPM       |       |  |
| National Unity Democratic Organisation of Namibia | NUDO      |       |  |
| Popular Democratic Movement                       | PDM       |       |  |
| SWAPO                                             | SWAPO     |       |  |
| United Democratic Front of Namibia                | UDF       |       |  |
| Unabhängige Kandidaten                            | IC        |       |  |
|                                                   |           |       |  |
| Gesamtsitze                                       | –         |       |  |
| Insgesamt (Wahlbeteiligung –,– %)                 |           |       |  |
|                                                   |           |       |  |